# 丁野朗
丁野 朗（ちょうの あきら、1950年12月25日 - ）は、元日本観光協会常務理事・総合研究所長。血液型はA型。「ハッピーマンデー（祝日の月曜日指定）」、「いい夫婦の日」提唱者。

## 経歴
- 高知県生まれ。
- 1973年 同志社大学卒業。
- マーケティング・環境政策のシンクタンク勤務を経て
- 1989年4月〜2002年3月 余暇開発センター（研究主幹などを歴任）
  - 「ハッピーマンデー制度」やサマータイム・バカンス制度などの提唱と実現化事業の推進、産業遺産活用・産業観光などの地域活性化事業 、『レジャー白書』の編集などに携わる。
- 2002年4月〜2004年3月 社会経済生産性本部
- 2004年4月〜2013年3月 日本生産性本部観光地域経営フォーラム研究コーディネータ
- 2005年4月～ 一橋大学大学院商学研究科客員教授
- 2007年4月～ 法政大学キャリアデザイン学部兼任講師
- 2008年4月～ 日本観光振興協会常務理事・総合研究所長
- 2013年4月〜 多摩大学大学院経営情報学研究科客員教授
- 2014年4月～ 東洋大学大学院国際観光学部客員教授
- 2018年4月～ ANA総合研究所シニアアドバイザー
- 2018年4月～ 跡見学園女子大学国際観光学部非常勤講師（演習）
- 2019年11月～ GGR（Glocal Government Relationz）社顧問
- 2021年４月　日本観光振興協会総合研究所顧問

その他
- 2008年4月～ 日本商工会議所観光専門委員会学識委員
- 2010年4月～ 高知県観光アドバイザー（観光特使）
- 2014年4月～ 文化庁日本遺産認定審査会委員
- 2015年4月～ 経済産業省産業構造審議会地域経済産業分科会委員
- 2017年4月～ 広島県呉市顧問（観光未来塾長）
- 2017年4月～ 文化庁日本遺産フォローアップ委員会座長
- 2021年４月～文化庁文化観光推進計画委員　ほか各種外部委員などを歴任
- 2021年度　　文化庁長官表彰